# Пон-дю-Гар
Пон-дю-Гар (фр. Pont du Gard, дословно — «мост через Гар») — самый высокий сохранившийся древнеримский акведук. Перекинут через реку Гардон (прежде называемую Гар) во французском департаменте Гар близ Ремулана. Длина 275 метров, высота 47 метров. Памятник Всемирного наследия ЮНЕСКО (1985).

## История
Долгое время считалось, что Пон-дю-Гар был воздвигнут для снабжения водой города Нима по приказу Марка Випсания Агриппы, зятя императора Октавиана Августа (около 19 года до н. э.). Новейшие исследования свидетельствуют о том, что строительство велось в середине I века н. э. Строился он без применения извести и представлял собой составную часть 50-километрового водопровода, который вёл в Ним из Юзеса. Акведук трёхъярусный: в нижнем ярусе шесть арок, в среднем — одиннадцать, в верхнем — тридцать пять. По мере приближения к берегу ширина арок уменьшается.
Водопровод перестал действовать вскоре после падения Римской империи, однако сам акведук на протяжении столетий использовался в качестве моста для повозок. Для пропуска габаритных транспортных средств часть опор была выдолблена, что создавало угрозу обвала всего сооружения. В 1743–47 году неподалёку был построен современный мост, движение по Пон-дю-Гару было постепенно закрыто. В середине XIX века древний памятник по приказу Наполеона III отреставрирован.

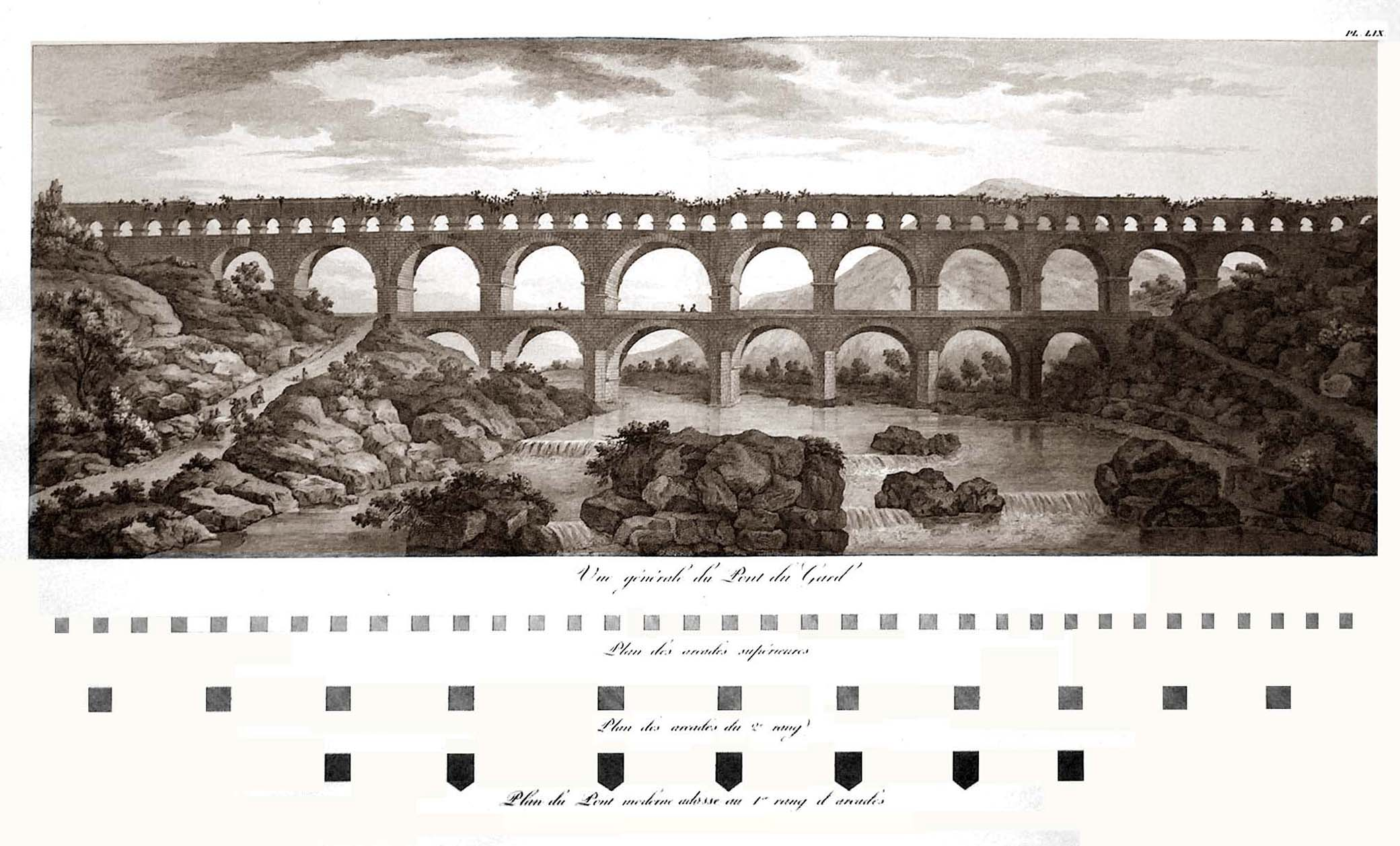
Гравюра Шарля-Луи Клериссо, 1804 года, показывающая удручающее состояние моста.